# Hugo Cuenca
Pour les articles homonymes, voir Cuenca.
Hugo Cuenca, né le 8 janvier 2005 à Coronel Oviedo au Paraguay, est un footballeur international paraguayen qui évolue au poste de milieu offensif au Genoa CFC.

## Biographie

### Carrière en club
Né à Coronel Oviedo en Paraguay, Hugo Cuenca est formé par le Deportivo Capiatá, dont l'équipe première évolue en championnat du Paraguay de troisième division,.
En août 2022, il est transféré au Milan AC en championnat d'Italie,,, où il commence sa carrière professionnelle avec l'équipe reserve en Serie C à partir de la saison 2024-25, alors qu'il figure déjà régulièrement dans le groupe de l'équipe première,,,.

### Carrière en sélection
Déjà international paraguayen junior jusqu'à l'équipe des moins de 17 ans et également éligible pour l'Espagne, dont il possède la nationalité, Cuenca est convoqué pour la première fois avec l'équipe senior du Paraguay en août 2024. 
Il honore sa première sélection le 10 septembre 2024, lors d'une rencontre de qualifications à la Coupe du monde contre le Brésil à l'Estadio Defensores del Chaco. Il remplace Miguel Almirón à la 86e minute et le Paraguay l'emporte 1-0,,.